# José Pimentel Llerenas

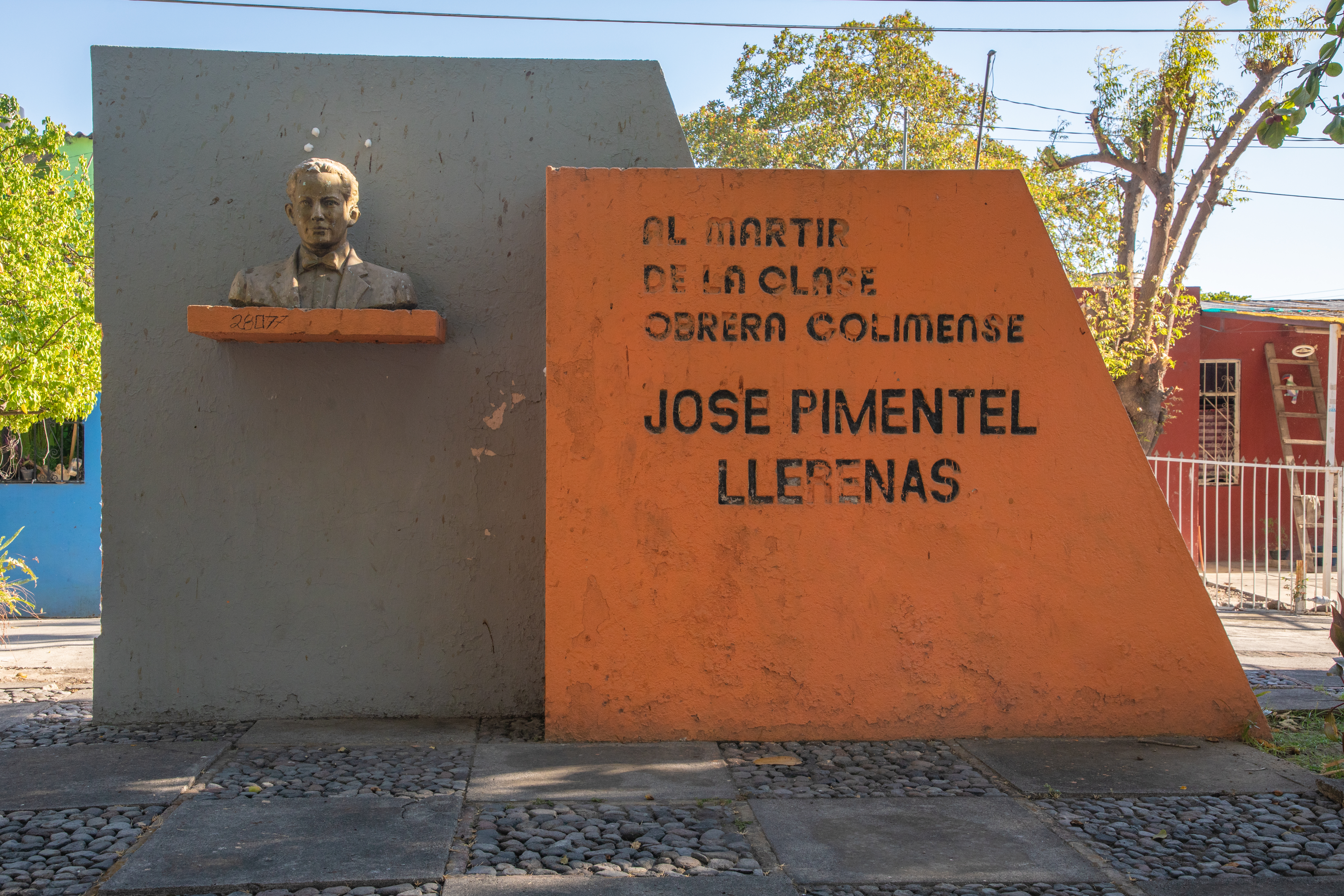
Busto de José Pimentel Llerenas en la ciudad de Colima, Colima.

José Pimentel Llerenas fue un líder sindical y dirigente obrero mexicano. Nació el 11 de abril de 1910. Pimentel Llerenas fundó el Centro Deportivo Costeño y también la Federación de Obreros Colimenses en 1937, misma donde ocupó varios puestos directivos al lado de Ramón Serrano García, Crispín Casián, José D. Ruiz, Francisco Méndez, Vera Romero, Susana Ortiz Silva y otros. La importancia de la federación hizo que existiera una gran pugna con el gobierno estatal por lo que mientras era gobernador de Colima Miguel G. Santa Ana, Pimentel Llerenas fue acribillado por asesinos pagados por el Gobierno del Estado. Fue asesinado el 2 de junio de 1939 en la ciudad de Colima cuando tenía 29 años de edad.